# 柴瑋 (籃球運動員)
柴瑋（1992年8月6日—）是臺灣男子籃球運動員，場上位置是搖擺人，曾效力於東南亞職業籃球聯賽寶島夢想家。

## 籃球經歷
- 新榮高中籃球隊
- 首府大學籃球隊
- 超級籃球聯賽富邦勇士（2016–2017）[1][2]
- 東南亞職業籃球聯賽寶島夢想家（2017–2019）[3]